# Рольфс, Кристиан
Кристиан Рольфс (нем. Christian Rohlfs; 22 ноября 1849, Грос-Ниндорф — 8 января 1938, Хаген, Вестфалия) — немецкий художник, яркий представитель немецкого экспрессионизма.

## Жизнь и творчество
1849 родился в крестьянской семье
1863 тяжёлая травма, приведшая к ампутации ноги. В течение двух лет прикован к постели. Начало занятий живописью.
1870—1881 обучение в Художественной академии Веймара, которое многократно прерывалось по болезни. Первые художественные опыты в стиле импрессионизма, встреченные консервативными кругами академии в штыки
1901 переезд в Хаген, где получает в распоряжение художественное ателье при музее Фолькванг фон Остхауз
1902 Веймарская академия присваивает Рольфсу звание профессора живописи
1905—1905 летние сезоны в Зосте, где знакомится с Эмилем Нольде
1910—1912 живёт в Мюнхене и Тироле
1911 член берлинской группы Новый сецессион
1919 в возрасте 70 лет вступает в брак, после чего много путешествует и рисует
1922 степень почётного доктора искусств в Высшей технической школе в Ахене
1927—1938 по состоянию здоровья переезжает в Италию, живёт в Асконе
1929 создание музея Кристиана Рольфса в Хагене
1937 работы Рольфса причислены нацистами к «дегенеративному искусству», 412 его произведений удалены из немецких музеев.

## Избранные полотна
- «Подсолнухи» 1903 Дортмунд, музей ам Остваль
- «Натюрморт с фруктами» 1926 Эссен, Музей Фолькванг
- «Разговор клоунов» 1912 Дортмунд, музей ам Остваль
- «Танцующая обнажённая» 1927 Дортмунд, музей ам Остваль
- «Башня собора св. Петра в Зосте» 1918 Мангейм, Городская художественная галерея.

## Галерея

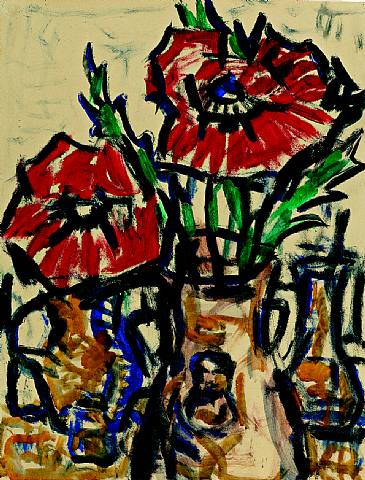
Тюльпаны-попугаи (1917)
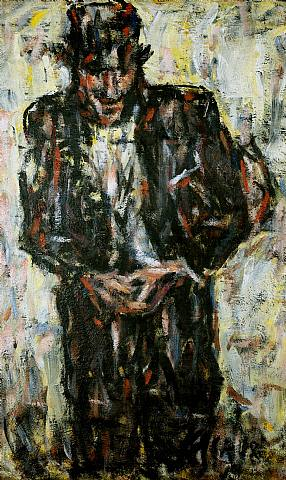
Жулик (1918)
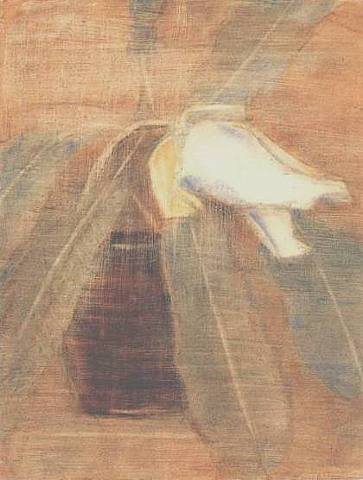
Магнолия в кувшине (1920)
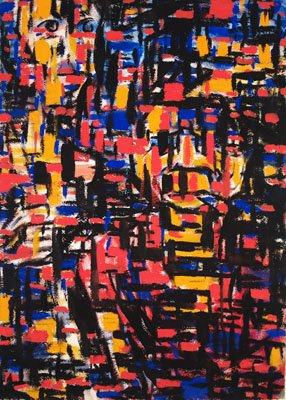
Фантастическая мозаика (1921)